# Colon serripes
Colon serripes är en skalbaggsart som först beskrevs av Sahlberg 1822.  Colon serripes ingår i släktet Colon, och familjen mycelbaggar. Arten är reproducerande i Sverige.